# 연애 지상주의 구역
《연애 지상주의 구역》은 대한민국의 웹드라마이다.

## 줄거리
스물아홉 살인 태명하가 선배의 소설을 기반으로 만든 게임 ‘연애 지상주의 구역’에 열아홉 살 모습으로 떨어진 후 ‘최애 캐릭터’ 차여운을 행복하게 만들라는 미션을 완성하기 위해 동분서주하는, 청춘 성장 ‘러브 판타지 드라마’

## 등장 인물

### 주요 인물
- 이태빈 : 태명하 역
- 차주완 : 차여운 역
- 오민수 : 천상원 역
- 차웅기 : 안경훈 역

### 그 외 인물
- 고건한 : 선배 역
- 문서우 : 안시하 역
- 고유연 : 최진조 역
- 박성규 : 탁진조 역
- 주종범 : 탁준호 역
- 주부진 : 명하 할머니 역
- 윤지안 : 명하 모 역
- 강서연 : 상원 모 역
- 유태 : 여운 부 역

## 참고 사항
- 2024년 1월 23일 시네마천국에 선공개되었다.